# William Stickney
William Stickney (n. 25 mai 1879, Saint Louis, Missouri, SUA – d. 12 septembrie 1944, Saint Louis, Missouri, SUA) a fost un jucător de golf ce a reprezentat Statele Unite ale Americii, medaliat olimpic. A participat la o ediție a Jocurilor Olimpice (1904) în care a câștigat o medalie de argint.

## Participări
Lista de mai jos prezintă principalele competiții la care a participat William Stickney de-a lungul carierei.
- golf at the 1904 Summer Olympics – men's team[*]